# Museo de las Tumbas Reales de Vergina
El Museo de las Tumbas Reales de Egas es un museo de Grecia. Se encuentra en el yacimiento arqueológico de la antigua Egas, ubicado en la actual Vergina en el municipio de Veria de la unidad periférica de Emacia, en la periferia de Macedonia Central.
El museo está en el interior del Gran Túmulo y, como su nombre indica, contiene los hallazgos de cuatro tumbas reales macedónicas del yacimiento arqueológico de Egas, que incluyen frescos y objetos de los ajuares funerarios como joyas, armas y piezas de cerámica. Las propias tumbas se conservan en el sótano del museo, que fue construido en 1993 y los tesoros encontrados se exhiben en el museo desde noviembre de 1997.
La entrada al museo es compartida con la entrada al Museo Policéntrico de Egas situado a 1.5 km de este museo, donde se muestran otros ajuares funerarios y restos arqueológicos encontrados en la ciudad y entorno de Egas.

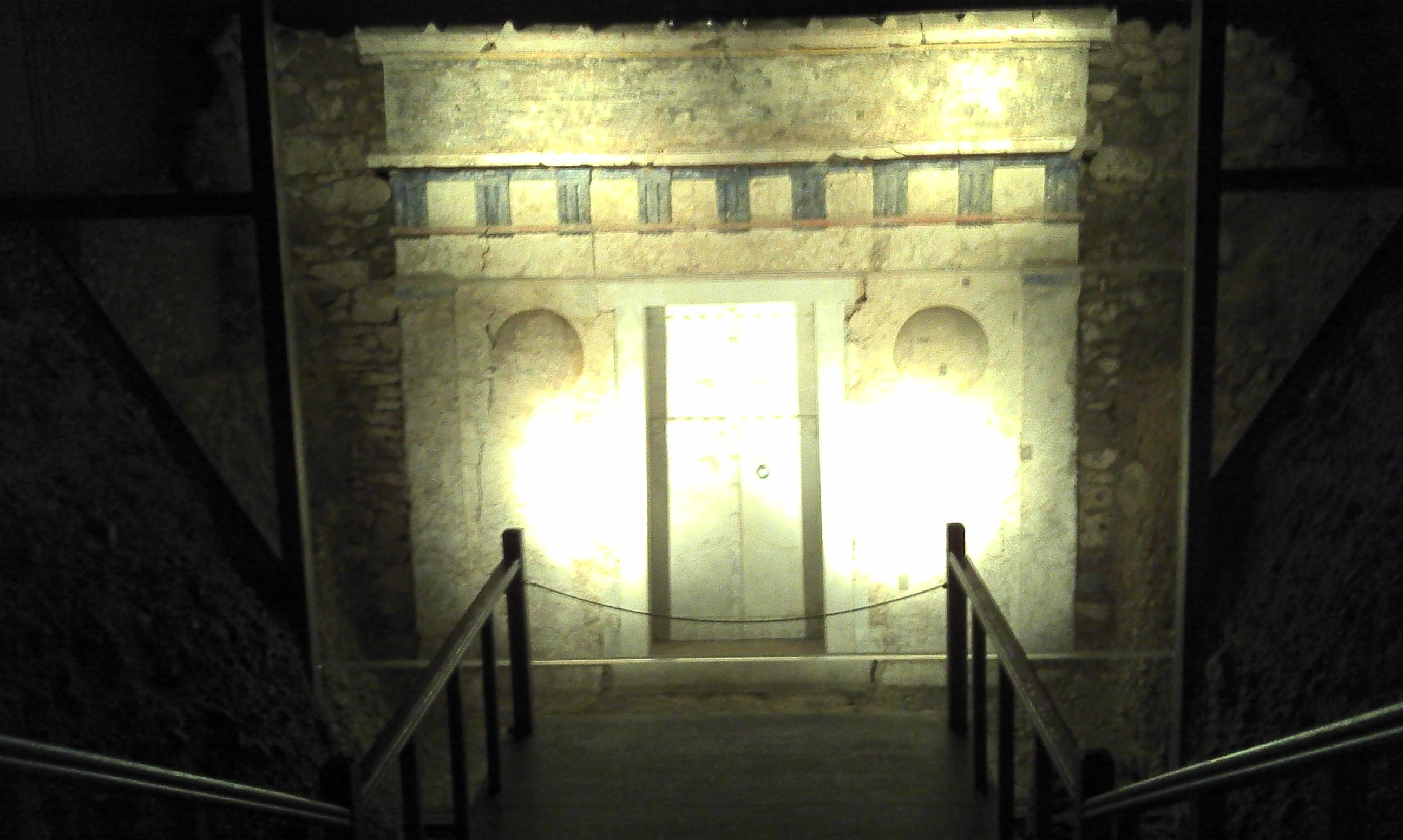
La tumba III.
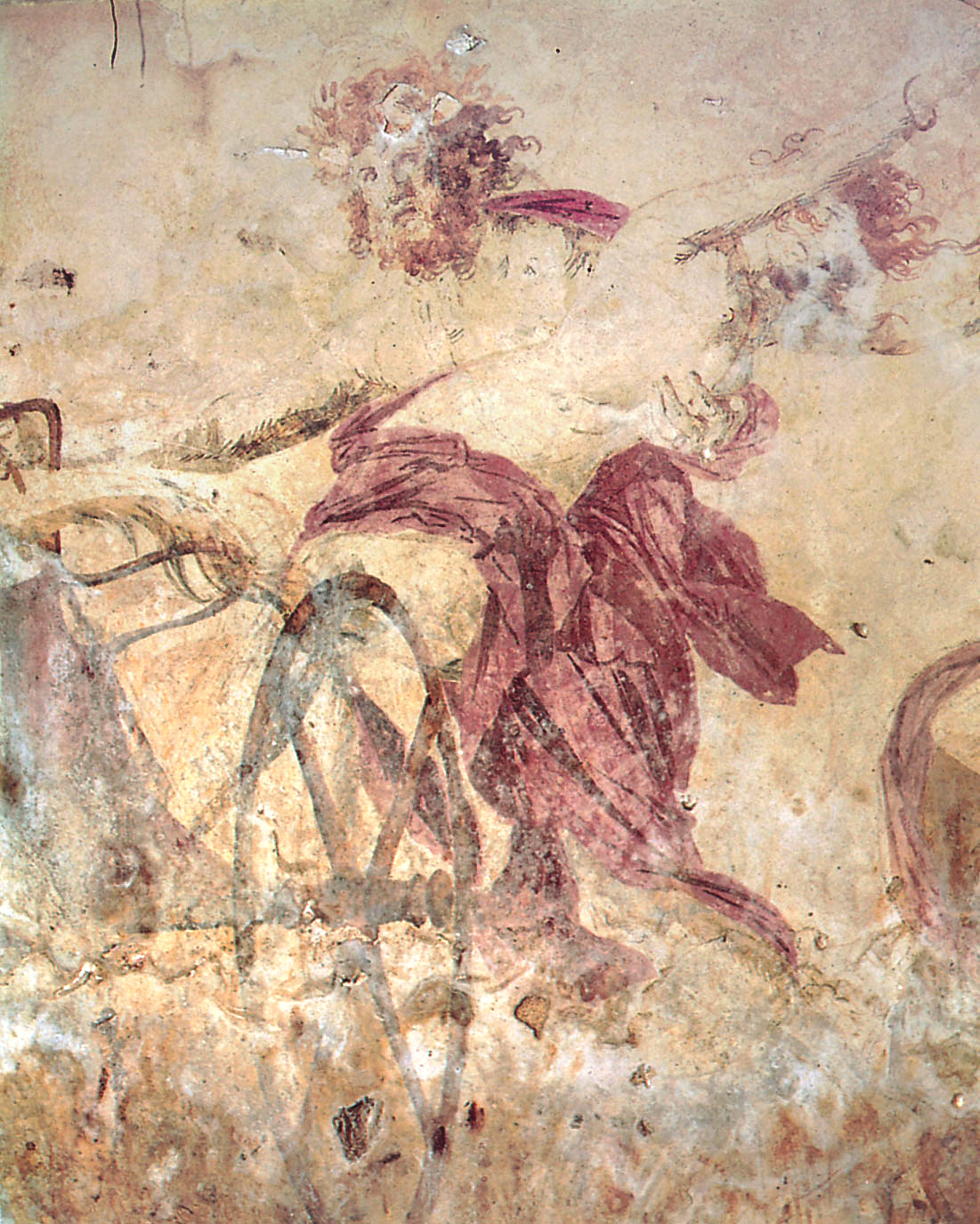
Uno de los frescos de las tumbas.
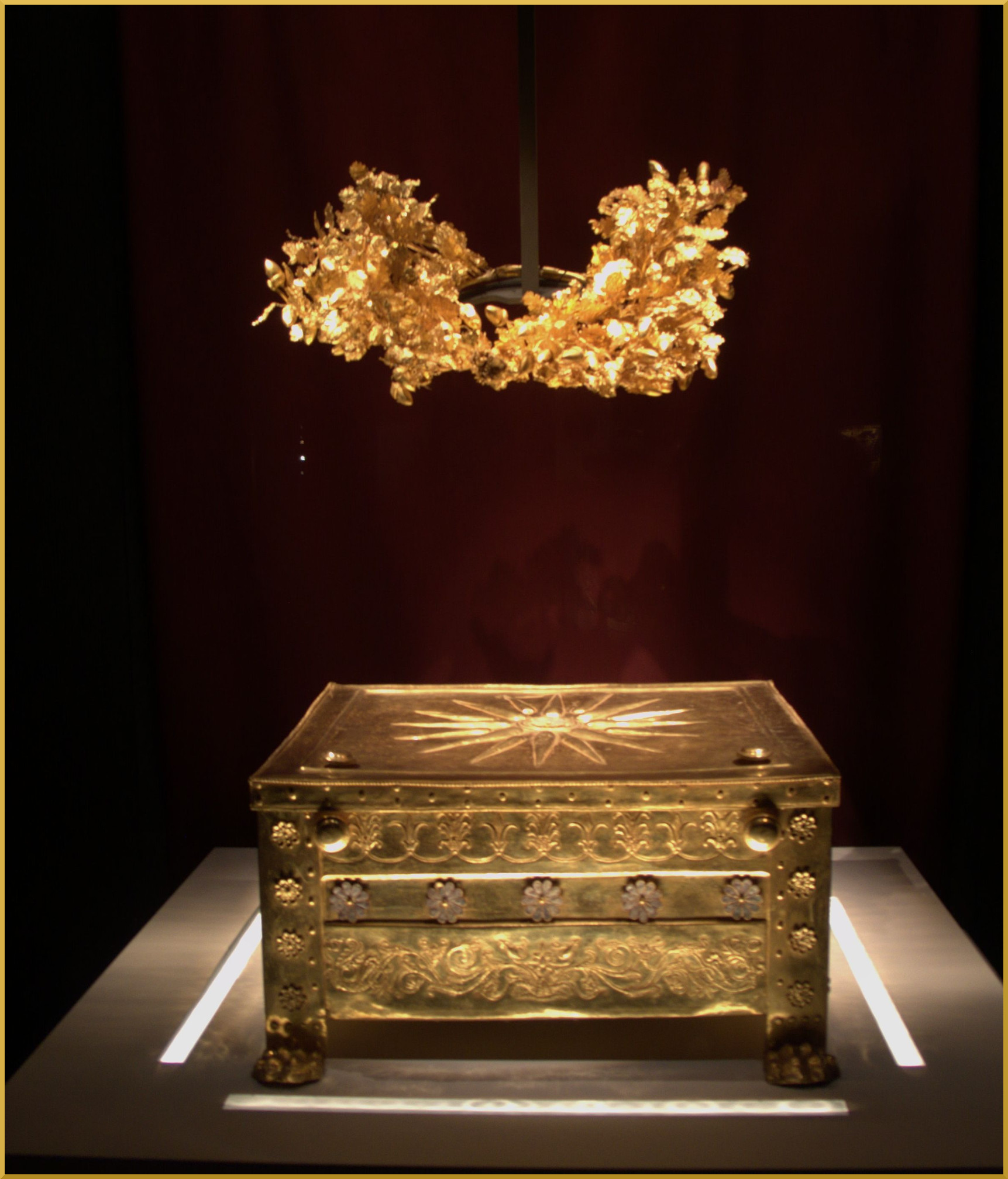
Lárnax y corona de oro de una de las tumbas.
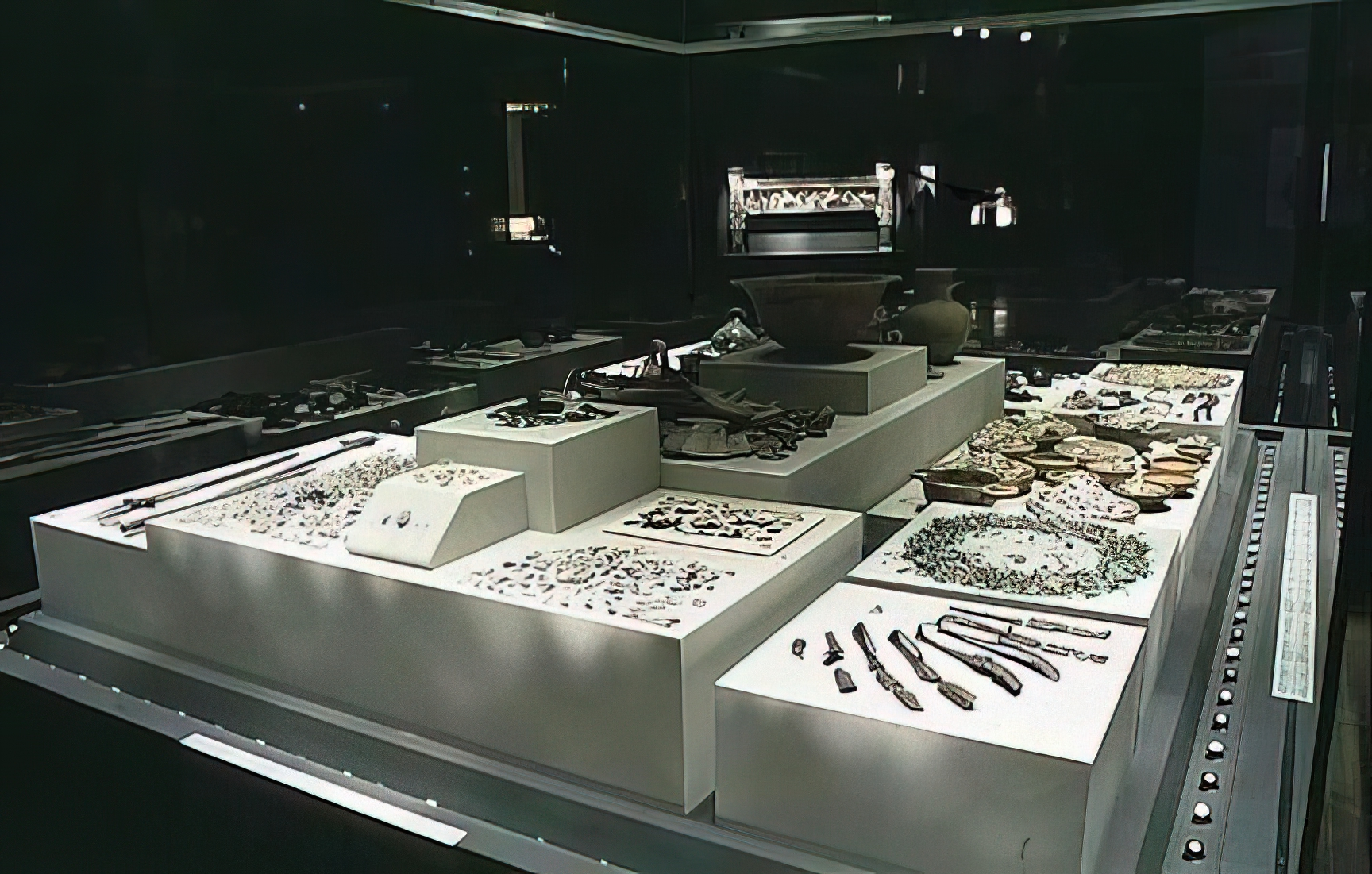
Ajuar funerario de una de las tumbas.
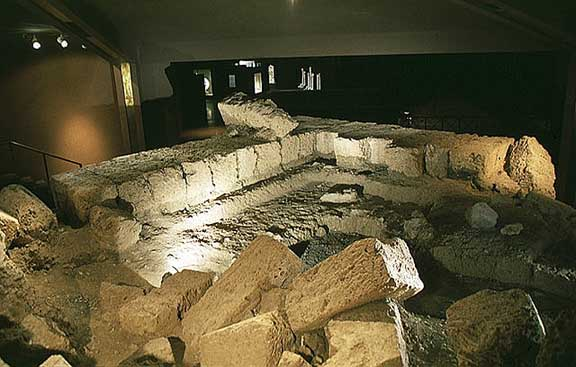
Restos de un heroon.